# Thietmar Norendin
Thietmar Norendin (* im 13. Jahrhundert; † 1272) war von 1230 bis 1272 Domherr in Münster.

## Leben
Thietmar Norendin entstammte der westfälischen Familie  Norendin, die  ihren Ursprung in dem Geschlecht der Edelherren von Dülmen hatte. Seine genaue Herkunft ist nicht überliefert. Er war der Onkel des Domherrn Adolf Norendin. Als Domherr zu Münster findet er vielfach urkundliche Erwähnung, erstmals im Jahre 1230. 1269 wird Thitmaro dicto Norendin als fünfter von zehn Domherren bekundet. 
Thietmar war im Besitze der Obedienz Gronover.